# 내부통제
경영 등 조직의 계획의 달성 목표에 접근되도록 규제하고 지도하는 동시에 목표와 실적과를 비교하고 어느 정도로 계획을 달성하였는가를 측정하여 그 업적을 평가함으로써 완전한 것이 된다. 이것이 곧 내부통제(內部統制, internal control)이다.
내부통제는 경영활동을 일정한 시스템을 통해 주로 계수적인 방식으로 통제 내지 관리하는 종합적 관리방식인데 이에는 3가지의 견해가 있다.
① 재무회계제도와 관련시킨 견해로서 자동검증체제(自動檢證體制)인 내부견제제도(內部牽制制度：internal check system)와 인위적인 검증방법인 내부감사제도(內部監査制度：internal auditing system)를 내부견제로 보는 것,
② 회계 자체가 갖는 통제기능과 관련하여 경영관리에 이용되는 관리회계(管理會計：managerial accounting)를 중심으로 하는 계산적 관리 전체를 내부견제로 보는 것,
③ 내부통제를 계산적 제도뿐만 아니라 기술적 성격을 갖는 공정관리·품질관리 등까지 포함시키는 견해 등이다. 그러나 일반적으로는 ②의 경우를 지칭하는 것이다.
내부통제의 조직으로는 미국에서 발달한 컨트롤러 제도가 있는데 이는 관리회계를 전담하는 스태프 부분으로서 다음 기능을 담당한다.
① 예산(예산편성·분석·표준원가의 결정·회계제도 설정),
② 회계(세무회계·급여계산·원가계산·일반회계),
③ 통계(경영통계·시장통계),
④ 감사(제도감사·회계감사)
내부통제에 있어서 지켜져야 할 원칙을 열거하면 다음과 같다.
① 책임구분별(責任區分別)의 계산을 할 것,
② 통제가능비용과 통제불능 비용을 구분할 것,
③ 적당한 표준을 만들고 적절한 지시를 사전에 해 둘 것,
④ 표준과 실적을 비교하는 차이원인 분석을 실시할 것,
⑤ 정당한 보고제도를 정비할 것: 보고서는 정확한 사실을 나타내야 하고 특정 목적에 부합되도록 작성되어야 하며 그 내용은 단순·간명하여야 한다. 그리고 관리보고서는 가급적 신속하게 제출되어야 한다.